# دانشگاه چینهوا

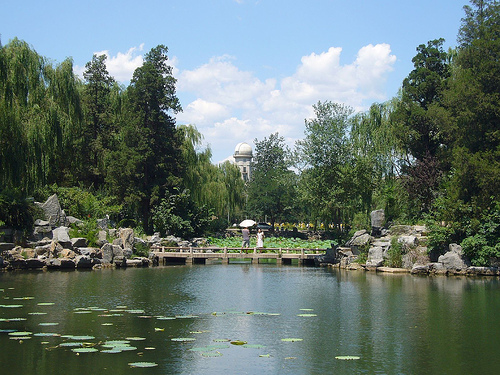

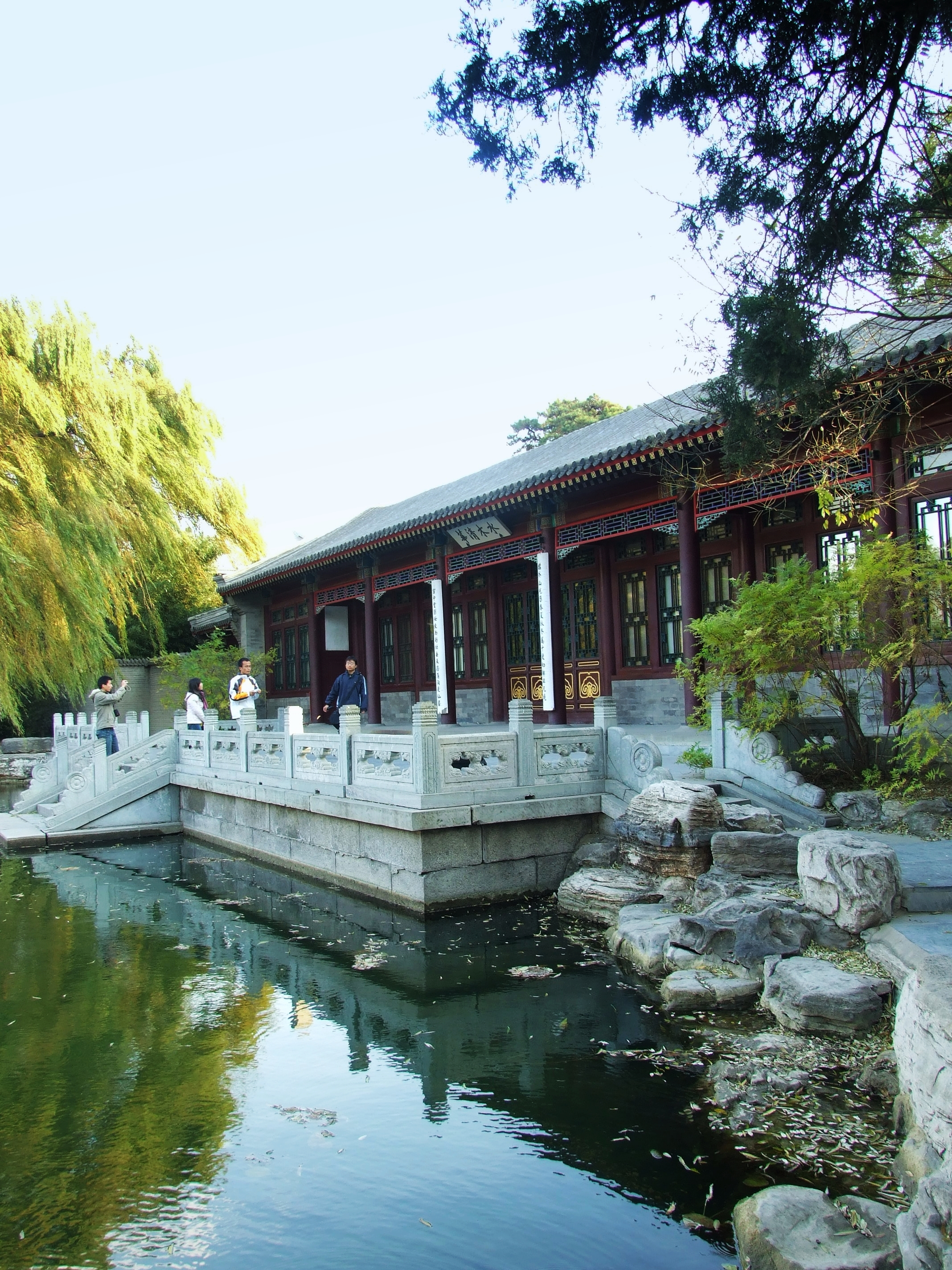

دانشگاه چینهوا (چینی: 清华大学, qīnghuá dàxué), دانشگاهی در پکن، چین است. این دانشگاه یکی از نه دانشگاه اتحادیه سی ۹ است.
چینهوا در بسیاری از رتبه‌بندی‌های ملی و بین‌المللی اغلب یکی از دو دانشگاه برتر سرزمین اصلی چین رتبه‌بندی می‌شود.

## رنکینگ
رتبه‌بندی دانشگاه‌های جهان QS در سال ۲۰۲۰ دانشگاه چینهوا را در رده ۱۶ دنیا و اول چین قرار داده‌است. همچنین تایمز نیز این دانشگاه را در رده ۲۳ دانشگاه‌های دنیا رتبه‌بندی کرده‌است.